# Titidius urucu
Titidius urucu is een spinnensoort in de taxonomische indeling van de krabspinnen (Thomisidae).
Het dier behoort tot het geslacht Titidius. De wetenschappelijke naam van de soort werd voor het eerst geldig gepubliceerd in 1996 door Esmerio & Lise.